# Hydromantes brunus
Hydromantes brunus é uma espécie de salamandra da família Plethodontidae.
É endémica dos Estados Unidos da América.
Os seus habitats naturais são: florestas temperadas, matagal de clima temperado, nascentes de água doce, áreas rochosas e cavernas.
Está ameaçada por perda de habitat.